# Linda Clifford
Pour les articles homonymes, voir Clifford.
 (février 2024).
Si vous disposez d'ouvrages ou d'articles de référence ou si vous connaissez des sites web de qualité traitant du thème abordé ici, merci de compléter l'article en donnant les références utiles à sa vérifiabilité et en les liant à la section « Notes et références ».
Linda Clifford, née à Brooklyn le 14 juin 1948,, est une chanteuse américaine de disco.

## Biographie

### Les débuts
Elle suit des cours de ballet, de jazz et de claquettes dès l'âge de quatre ans. Elle se produit à la télévision à 10 ans puis devient « Miss État de New York ». Elle fera partie des Jericho Jazz Singers avant d'avoir son propre trio en 1967, Linda and the Trade Winds.
Son premier single est « Love is not the question » écrit, arrangé et réalisé par Rich Tufo pour Polydor en 1972. Puis, remarquée par Marv Stuart, coprésident de Curtom, elle signe chez Paramount / Gemigo et sort « (It's gonna be) a long long winter », écrit et réalisé par Curtis Mayfield (1973), chanson où elle fait preuve d'une voix puissante au timbre particulier, modulant de manière très soul. La face B, March across the land, est coécrite, réalisée et arrangée par Leroy Hutson : c'est une chanson plus rythmée avec un côté parade tirant vers le jazz. Ce premier 45 tours a eu un petit succès (no 75 du classement R&B) et il est suivi de Turn the key softly, édité aussi par Gemigo (1975). La face B, Can't get enough est un agréable titre proto-disco.

### Le premier album
Elle sortira son premier album chez Curtom, label de Curtis Mayfield et de Leroy Hutson, en 1977, au moment où le disco sort de son underground et commence à grignoter la musique noire. Clifford sera alors assez typique de ces chanteuses de soul qui ont essayé de marier soul et disco. Une troisième influence, et non des moindres, est le monde de Broadway, récurrent sur tous ses disques, particulièrement ceux arrangés ou réalisés par Gil Askey. Une autre constante dans sa carrière est le fait de parler dans ses chansons. À l'instar de Millie Jackson, mais à un degré moindre, elle pourrait faire partie des « street talkers ». Une partie de son public a d'ailleurs parfois regretté qu'elle ne le fasse pas plus systématiquement.
Son premier album, Linda (1977) ne fait qu'effleurer le disco, dans le style de Philadelphie, et reste dans une tonalité majoritairement R&B. C'est surtout un disque de reprises (Al Green, Stevie Wonder mais aussi les Bee Gees et Rod Stewart), enregistré à Chicago et réalisé par Gil Askey -sauf « Fooling myself » par Leroy Hutson. Le 45 tours est une reprise de Lou Rawls écrite par Bunny Sigler (1976), « From now on », disponible dans une version rallongée. C'est le meilleur titre de l'album, superbement réalisé : sur un rythme entraînant de disco orchestré mais qui sait rester authentiquement râpeux, Clifford chante ou parle avec sensualité et expressivité, relayée par ses choristes, les Jones Girls. La face 2 du simple en est le réussi « You can do it » aux belles harmonies vocales soul -rallongée sur le 12". Une autre réussite est « One thing on my mind », chanté la même année par Phyllis Hyman. L'expressivité de Clifford n'a cependant que peu de points communs avec la retenue de Hyman. Enfin, « I’m still in love with you », reprise du succès d’Al Green, est à mettre au nombre des réussites malgré son côté peu novateur. « From now on/You can do it » se classent no 28 Club play dans leur version remixée et « From now on » se classe no 94 R&B.

### If My Friends Could See Me Now
L'album suivant est If my friends could see me now, réalisation luxueuse de Gil Askey et Curtis Mayfield de 1978. L'équipe est la même que pour l'album précédent mais cette fois-ci les réalisateurs artistiques visent plus particulièrement le marché des discothèques et font de Clifford LA diva disco. Lancé en mai, le lp sera classé no 9 R&B et no 22 pop le 1er juillet 1978 ; il restera 5 semaines à cette place, sur 22 semaines de classement en tout. Le premier simple, « If my friends could see me now » est magistral. Cette reprise « campy » de la comédie musicale Sweet Charity (une adaptation broadwayienne de Les Nuits de Cabiria de Fellini sortie en 1966), est à cet égard un des plus beaux morceaux de soul-disco où sur un rythme entraînant (128 bpm) encadré par les violons et les cuivres et souligné d'effets synthétiques, la chanteuse déploie toutes les nuances de sa voix en crescendo. « If my friends could see me now » devient un no 1 mérité des listes disco le 29 avril pendant cinq semaines (no 54 pop et no 68 R'n'B). Ce morceau époustouflant occulte le reste du lp, qui reste néanmoins de qualité. Le second simple est une chanson écrite et réalisée par Askey, le classique « Runaway love », classée no 3 R&B et no 76 pop. Elle fait le lien entre la Clifford chanteuse de soul et la diva disco qui se profile, sans renier le « street talk », présent dans l'intro. La face 2 de ce simple est « Broadway gypsy lady », titre sympathique écrit et réalisé par Mayfield. « Runaway love » et « If my friends... » ont connu des versions longues à usage promotionnel, tout comme un troisième titre, « Gypsy lady » (face 2 du 12" « If my friends... »). Chacune de ces versions tourne autour des dix minutes et ce sont ces trois titres qui ont eu en commun le no 1 disco. En Angleterre les deux simples en version longue sont sur le même 12" et un 45 tours supplémentaire est sorti, « You are you are » avec en face 2 une version d'« If my friends could see me now » de 4:50.

### Let Me Be Your Woman
L'album suivant est Let me be your woman (avril 1979), une réalisation encore plus luxueuse. Le premier simple est la chanson qui ouvre l'album, une reprise accélérée de « Bridge over troubled water » des plus réussies (no 41 pop, no 49 R&B et no 28 en Angleterre). Le second simple est « Don't give it up », une chanson qui, sans être du rap, est presque uniquement parlée, dans le genre « street talk » qu'affectionne Clifford (no 15 R&B). La face 2 du 12" est « Sweet melodies ». Un autre morceau efficace est la face 2 du 45 tours « Bridge over troubled water », « Hold me close », un morceau écrit par Mayfield tout entier basé sur la basse. Enfin, deux autres chansons longues sont disponibles : l'excellent « One of those songs » et enfin « Sweet melodies » (raccourcie pour un 45 tours, avec en face 2 du simple « I can't let this good thing get away »). Ce titre inclut aussi une partie parlée tout à fait dans le style de Clifford.
« One of those songs » est construit comme « Bridge over... » mais est en fait le successeur direct de « If my friends... ». Cette chanson est à l'origine une chanson composée par le Français Gérard Calvi sur son album Le Bal de Mme de Mortemouille. En 1958 elle est traduite en anglais et devient un titre broadwayien. La reprise la plus proche chronologiquement de Clifford est celle que le sextet anglais The King's Singers avait faite en 1976 dans un style swing. Tout en la chantant d'une manière proche de celle de ses prédécesseurs, Clifford remanie complètement la chanson pour en faire un brûlot disco. Même les paroles sont réadaptées dans une tonalité disco avec entre autres des rajouts comme « What is the name of that song that keeps me dancing, what is the name of that song that makes me wanna get down, what is the name of that song that makes me wanna get off my seat, get up on my feet, what is the name of that song that makes me boogie down down down ». Le public visé est là très clair.
Dans l'album Let me be your woman, elle fait montre d'un voix puissante sur un fond râpeux de basse et batterie. Le disque est mixé par les habituels Roger Anfinsen et Fred Breitberg mais aussi par Jim Burgess et Jimmy Simpson, mixeurs plus à la mode que les deux ingénieurs du son de Curtom. L'album met d'ailleurs avant les noms des mixeurs sur le verso de la pochette, ce qui est inhabituel à l'époque. Lancé le 7 avril, le lp sera classé no 26 pop le 21 avril 1979 et restera dans le classement album 17 semaines. Il se classe aussi no 11 disco et no 19 R&B.
Cet album est disponible en deux configurations : un disque simple en Europe et un disque double aux États-Unis. Quatre chansons sont disponibles dans des versions raccourcies en Europe : 4:20 pour « Don't give it up », 7:30 pour « Bridge over... », 6:30 pour « One of those songs » et 5:20 pour « Sweet melodies ». Ces versions ne sont cependant pas les versions 45 tours, tournant toutes autour des 4 minutes -à l'exception de « One of those songs » non édité en 45 tours. Le double album nord-américain est différent, déjà dans l'ordre des morceaux, puisqu'il s'ouvre sur « Hold me close », accompagné sur la face 1 de « Don't give it up » en version 9:20 tandis que sur la face 2 on trouve « Sweet melodies » en version 7:50. Enfin, les faces 3 et 4 sont occupées respectivement par « One of those songs » (11:40) et « Bridge over... » (10:20). Il existe aussi une version promotionnelle de « Don't give it up » de 10:15 avec une intro senza voce rallongée d’une minute.
De prime abord, il est assez étonnant de voir un label aussi soul que Curtom se lancer à ce point dans le disco. Mais Clifford n'est pas la seule et les deux albums de Mayfield de 1978 et 1979 sont aussi très disco, sans parler de celui de 1979 de Leroy Hutson, tellement disco que ses vieux fans anglais ne s'en sont jamais remis. De plus à l'époque Curtom était distribué par RSO qui avait auparavant sorti la B.O. de La Fièvre du samedi soir (Saturday Night Fever).

### Les derniers albums chez Curtom
La même année, en décembre, Linda Clifford sort Here's my love avec de nouveaux réalisateurs artistiques. Curtis Mayfield lui réalise cependant le très beau slow qu'est la chanson-titre. Jürgen Koppers réalise trois titres, les moins bons, dont une reprise poussive du « Lonely night » de Leroy Gomez. Les chansons les plus réussies sont celles réalisées par Norman Harris et Ronald Tyson, superbes de rythme et de tension, « Repossessed », « Bailin' out » et le simple « King for a night ». Cette dernière, agréable en version courte, perd cependant une partie de son dynamisme en version longue. Un disque promotionnel intitulé Linda Clifford special 12" circule dans les discothèques : il contient « Lonely night », l'excellent « Repossessed », « King for a night » (en version longue) et enfin le moyen « I just wanna wanna » réalisé par Koppers. Ce dernier titre est aussi sorti en version raccourcie sur un simple avec « Hold me close » en face 2. Here's my love a néanmoins moins de succès que ses prédécesseurs et, classé neuf semaines, il ne culmine qu'au no 47 R&B, no 73 disco (Club play) et no 117 pop. « I just wanna wanna » est no 36 R&B.
En août Clifford avait sorti un agréable duo avec Mayfield, « Between you baby and me », classé no 14. Ce slow sort en simple avec « You're so good to me » de Mayfield en face 2. Les deux chansons sont extraites de son album à lui, Heartbeat, qui se classe à un raisonnable no 17 R&B et no 42 pop. « Between you baby and me » est intégré par la suite à un disque complet de duos, sorti en juin 1980, The right combination, où Clifford retrouve ses réalisateurs artistiques habituels. On est plus là dans le registre de la soul music avec de très beaux duos mettant superbement en valeur les harmonies vocales opposées des deux chanteurs. Norman Harris lui coréalise une chanson encore très disco « It's lovin' time ». Le simple qui suit « Between you baby and me » huit mois plus tard est « Love's sweet sensation », un autre slow, classé no 34 (avec un senza voce en face 2). L'album se classe pendant quatre semaines, avec une petite pointe au no 53 R&B et no 180 pop en juillet.
En octobre 1980, elle sort I'm yours réalisé par Isaac Hayes (classé 6 semaines, no 47 R&B et 160 pop). La recette est la même que précédemment : les titres de danse efficaces et bien menés (« Shoot your best shot » no 1 disco le 8 novembre pendant un mois, no 43 R&B) alternent avec les slows élégants et virtuoses. Le « street talking » est aussi présent en filigrane dans des chansons comme « I had a talk with my man » (no 53 R&B). Cette dernière est une reprise de « I had a talk with my man last night », elle-même une adaptation du gospel « I had a talk with God ». La version originale qui date de 1964 est due à Mitty Collier et elle a été reprise plusieurs fois, entre autres par Dusty Springfield (1965) et Inez Foxx (1973). Ce 45 tours est distribué par Capitol Records, qui deviendra d’ailleurs le label de son prochain album. Gil Askey coréalise encore un titre sur cet album, le très bon hit « Red light » (no 1 disco le 30 août et no 41 pop), extrait du film Fame sorti un peu auparavant. « Red light » est coréalisé avec Michael Gore, que Clifford retrouvera l'année suivante quand elle changera de maison de production. « Red light » partage son no 1 disco avec la chanson « Fame » d'Irene Cara, un autre extrait de la B.O. du film et « Shoot your best shot » partage le sien avec « It don't hurt no more ».

### Les derniers albums
L'album I'll keep on loving you, est réalisé fin 1981 et début 1982 par deux équipes de réalisation : celle de Michael Gore et celle de Leo Graham. Les chansons réalisées par Gore (1981) ont des arrangements vocaux de Luther Vandross (qui apparaît d'ailleurs dans les chœurs). Graham a réalisé les siennes en 1982 sauf « Let it ride » en 1981, et a James L. Mack comme réalisateur artistique associé chargé des arrangements. L'album, sorti début 1982, est moins monolithique que les précédents. Le hit « Don't come crying to me » décroche lui aussi un no 1 au Billboard disco US en 1982. Le style de Clifford a évolué, mais on est toujours dans la variété luxueuse et la qualité est toujours au rendez-vous avec un album parmi les meilleurs, composé de funks efficaces comme « Let it ride » (en version album sur le maxi promotionnel de « Don't come crying to me » et en version raccourcie sur le 45 tours), de slows superbes comme la version originale de « All the man I need » et même d'une chanson gentiment rétro, « I lied ». Cette tendance n'a pas que des effets bénéfiques et certaines de ses chansons sont de véritables caricatures, comme « Only the angels know », ballade ne méritant l'indulgence que parce que c'est Clifford. La face 2 du 12" single commercial « Don't come crying to me » est « I'll keep on loving you », deux chansons agréablement allongées. « I'll keep on... » est d'ailleurs avec « Let it ride » un excellent funk, au rythme lourd et précis.
Cette orientation dans la variété chic est confirmée en 1984 avec les simples « A night with the boys », « Sneakin' out » et « You're mine », exemples de funk adulte extraits de Sneakin' out (no 49 R&B). Si « A night with the boys » est excellent et « You're mine » bon, le reste n'est que correct -comme « I just want to hold you », petit funk propret disponible en version raccourcie sur la face 2 du simple « Sneakin' out »..
Suit My heart's on fire en 1985 avec le simple « The heat in me ». Malgré ce bon titre, remixé sur le simple (avec « Here comes the night » en face 2), ce lp est de tous ses albums le plus faible. Le 12" de « The heat in me » propose quatre bons remixes dont un court a cappella. Il est classé no 17 dance et en 1987 la version longue est couplée à trois autres chansons de l'album sur un maxi promotionnel.

### Les années 90
Ensuite, elle chante dans des clubs de Chicago et participe à la télévision dans un programme matinal d'informations. Les années 1990 sont pauvres en disques : « Watcha gonna do » en 1995 et une mauvaise reprise d'« If my friends could see me now » en 1996. « What cha gonna do », disponible en cinq versions (club, radio, a cappella, « Jazzy groove » et « Dishing the dirt ») est remixé par Michael Hearn qui avait remixé « Lonely night » et « Repossessed » avec Fred Breitberg. « If my friends could see me now » est une version rechantée au rythme creux. Et si auparavant Clifford pouvait faire un « street talk » exempt de vulgarité, cela ne semble plus être le cas quand on écoute cette version peu raffinée vocalement. Cette reprise est intitulée « Rockin' "D" House remake » et elle est réalisée par Frandith Giménex. Il a remixé le « Rockin' "D" House mix » et le « Club mix » (ce dernier avec Tony Smalios et Jimmy Simpson). La face 2 intitulée « The madness see's me now » est remixée par Dave « Madness » del Valle et contient deux remixes : le « Rough house mix » et le « Radio dub ». Ceci n'empêche pas Clifford de garder une base solide de fans pour qui elle chantera « Runaway love » en 1997 dans une mémorable version en public au sommet de la musique de danse organisé par la revue Billboard. L'année suivante « Runaway love » est d'ailleurs remixée par MAW pour la compilation "Everybody dance" parue chez Atlantic.

### La renaissance dans les discothèques
En 1999 elle chante (parle plutôt) sur « Wanna give it up » de Ralphi Rosario. Ce titre très réussi, qui se classe no 16 dans les charts dance du Billboard, est disponible sur un double 12" et montre que Clifford n'a rien perdu de sa vitalité. Cette chanson sera le prélude à une renaissance.
Puis en 2000 Romain & Krivit la font chanter sur le confidentiel « Philly groove », une chanson basée sur des échantillonnages de « T.S.O.P. » remixée par Joey Negro pour le petit label Vision records. Cette même année Joey Negro s’inspire de « Shoot your best shot » pour deux de ses titres : « Must be the music » pour Taka Boom et « Do u love what you feel » pour MaxineMcClain. « Philly groove », « Must be the music » et « Do u love what you feel » sont d’ailleurs disponibles sur les compilations "Disco Kandi"(volume 2 pour Taka Boom et volume 3 pour les deux autres).
En novembre 2000 elle sort le simple « Changin' » chez West End. Il s'agit d'une reprise de Sharon Ridley (1978) disponible en de nombreux mixes entre autres de Tom Moulton, Ralphi Rosario et Blaze (no 17 dans les charts dance du Billboard).
En septembre 2001 elle chante « Ride the storm » pour Akabu. Ce titre est disponible entre autres dans des remixes de Joey Negro chez NRK -le meilleur est le « Solar jazz mix ». Il s'agit d'une chanson essentiellement parlée sur les relations d'une femme avec son mari. Les paroles évitent les clichés ce qui fait du titre une réussite. Une version a cappella est disponible sur un maxi et sur la compilation "Kings of tomorrow sessions" chez Defected (deux cd).
En juillet 2002 elle reprend Going Back to My Roots sur le label One Little Indian (le label de Björk). Ce titre est suivi de « Sunshine ». En novembre 2002 elle sort enfin « I hear the music » avec Ralphi Rosario sous le nom de « Ralphi Rosario & Linda Clifford present Strings of Life 2 ».
En 2003 elle chante « Spinnin’ », une collaboration réussie avec Joey Negro sortie chez Z sous le pseudonyme de Prospect Park.
En 2005 les mixeurs londoniens Sound Byte inaugurent leur catalogue avec un remix de « Runaway love » chez Loonacy.
En 2007 elle participe au San Francisco Pride où elle est une artiste invitée. Elle y chante ses grands succès en particulier ceux de l'époque Curtom.
En 2008 elle lance un nouveau maxi, « How long », reprise d'une chanson de Phyllis Hyman.